# 博克湖 (倫茨堡-埃肯弗德縣)
54°13′28.200041″N 9°55′8.79364″E / 54.22450001139°N 9.9191093444°E
博克湖（德語：Bocksee），是德國的湖泊，位於該國北部石勒蘇益格-荷爾斯泰因州，由倫茨堡-埃肯弗德縣負責管轄，面積0.02平方公里，湖岸線長度0.5公里。